# E107 (informática)
e107 es un sistema de gestión de contenidos (CMS) escrito en PHP, que usa MySQL como base de datos. Es gratuito y está en constante desarrollo.[¿quién?]
Desarrollado desde finales de 1998, e107 se ha hecho un espacio importante en el mundo de los CMS de libre distribución. No es de los más conocidos pero incorpora una serie de características muy depuradas[¿cuál?] a la hora de la administración de contenidos.